# Celina (Ohio)
Pour les articles homonymes, voir Celina.
La ville de Celina (en anglais [səˈlaɪnə]) est le siège du comté de Mercer, dans l’État de l’Ohio, aux États-Unis. Sa population s’élevait à 10 400 habitants lors du recensement de 2010, estimée à 10 290 habitants en 2017.

## Galerie photographique

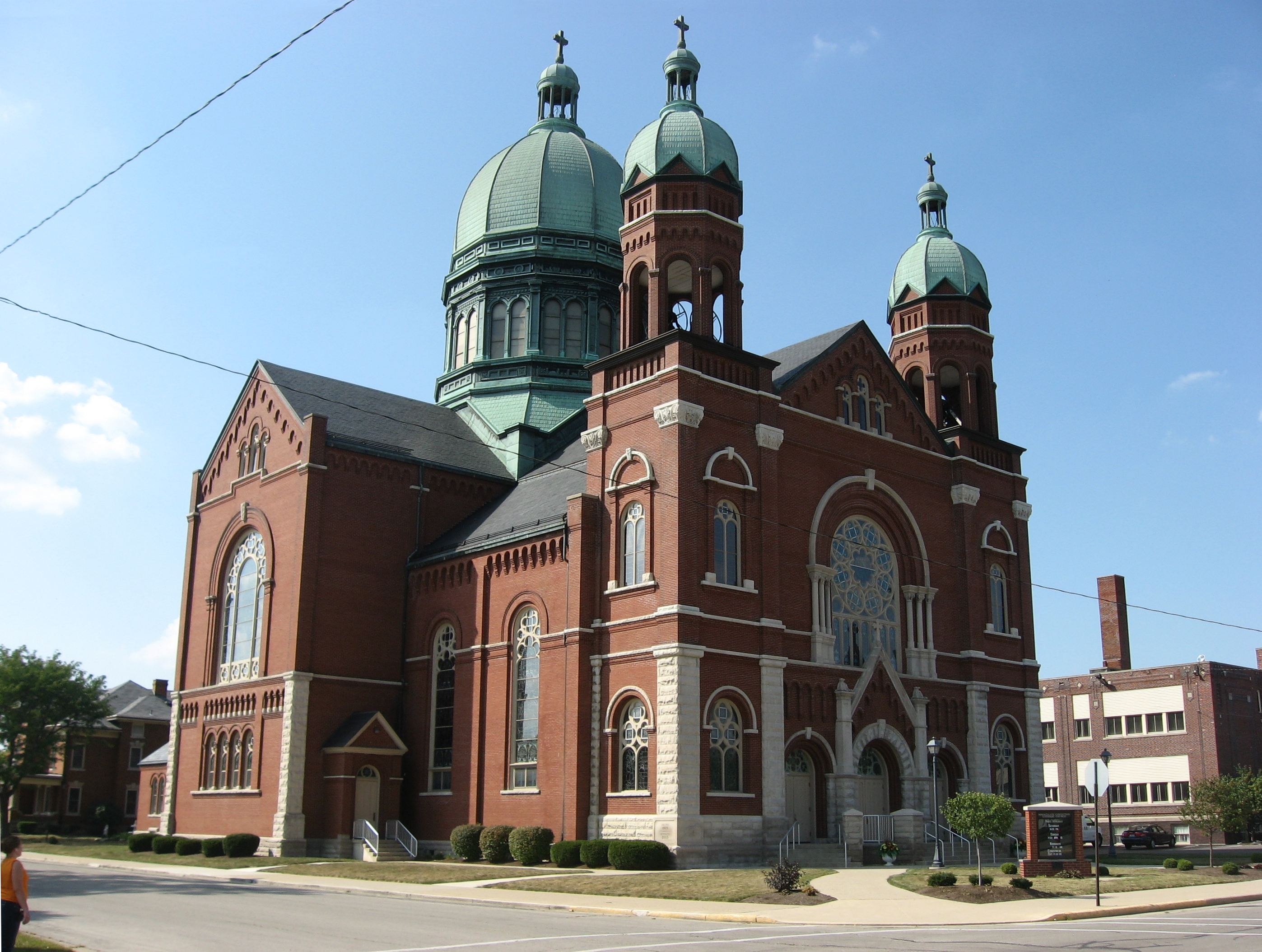
L’église de l’Immaculée Conception.
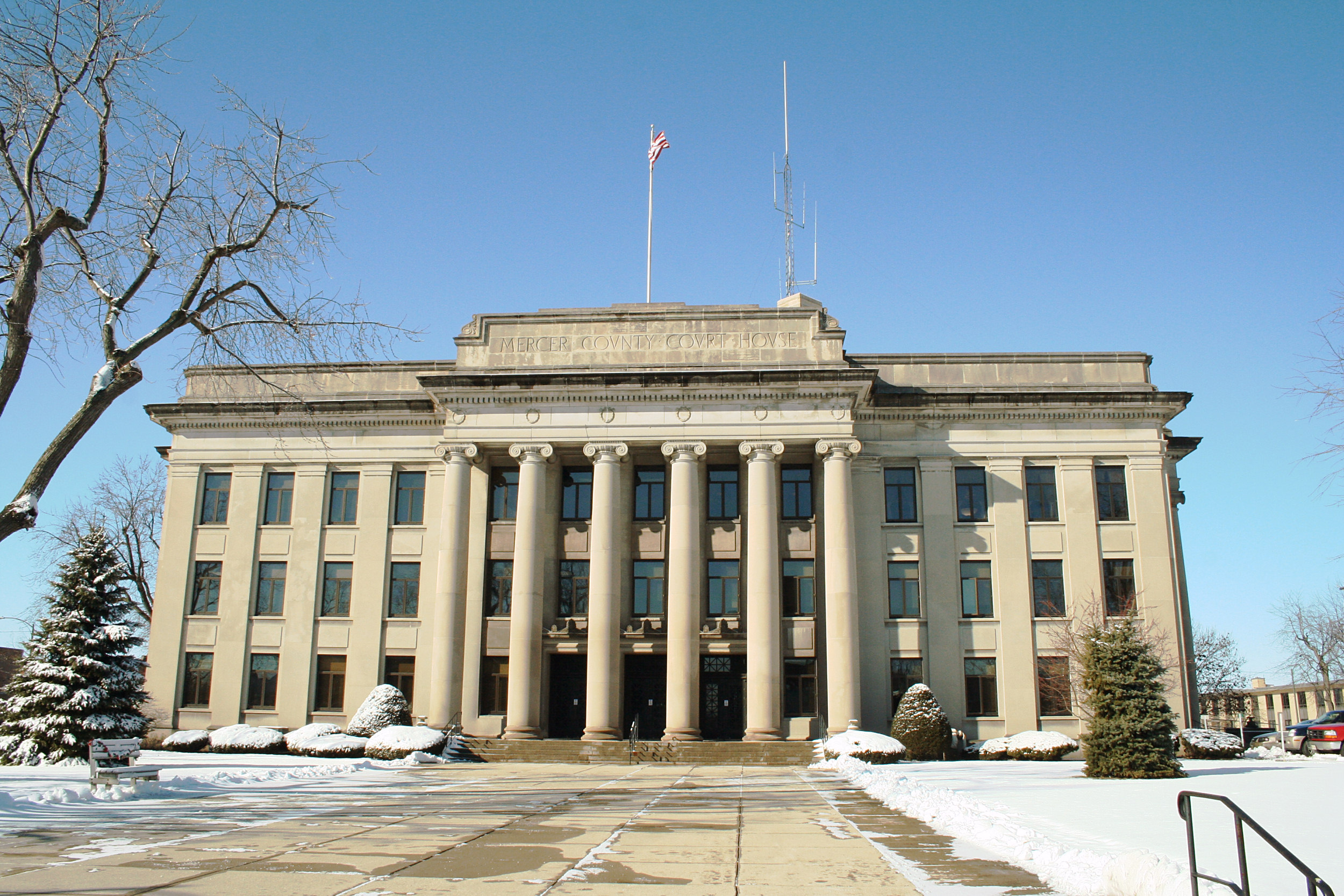
La cour de justice du comté.
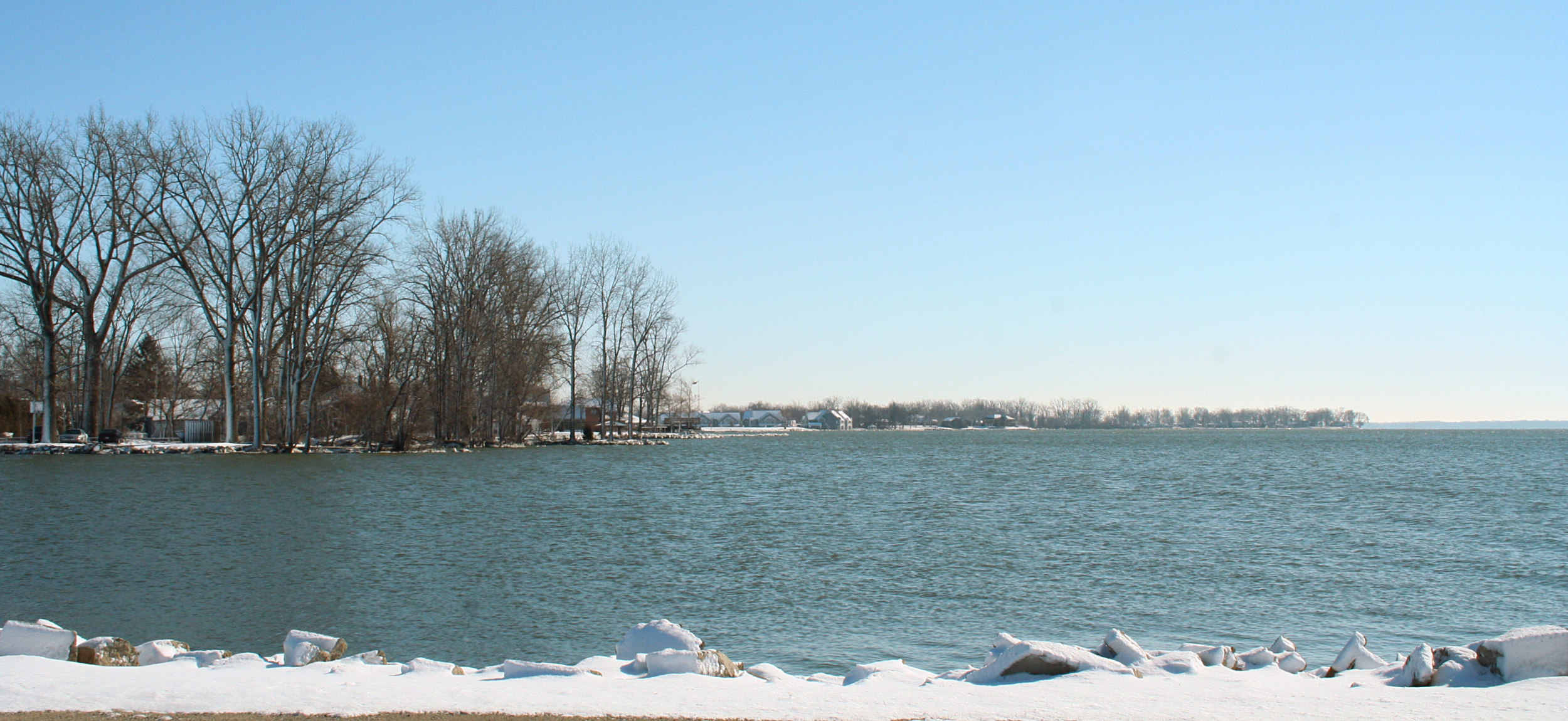
Le lac.